# بويطيخ
البُوَيْطِيخ أو بطيخ الفأر (الاسم العلمي: Melothria) هو جنس من النباتات يتبع الفصيلة القرعية من رتبة القرعيات.
الملوثريا فاكهة تبدو كالبطيخ ؛ لكنها بحجم العنب كما أنها بطعم الخيار الممزوج بالليمون المُنعش تعود أصولها للمكسيك، وأوساط أمريكا.

## الوصف
النبتة تشبه الخيار بشكلٍ كبير بمِحلاق لولبي مزدوج على كَرمة طويلة، وأوراق ذات فصوص عديدة (ما يقارب 3-5 فصوص) ذات ملمس خشن؛ لكن مقارنةً بالخيار الملوثريا أصغر حجماً حيث تنمو بطول 3سم إلى 7سم كما تتميّز هذه النبتة الصيفية بزهور مُفردة صفراء بخمس بتلات تنمو في فروع الورقة حتى تُصبح فاكهة إهليجية الشكل بلون فُستقي مخطط بالأخضر الغامق، وبحجم عِنبة كبيرة أو زيتونة، فتنمو من 2.5 سم إلى 4 سم كما أن ملمسها متصدع.

## التاريخ
تعد الملوثريا محلية في المكسيك، وأوساط أمريكا، وكانت تحظى بشعبية من زمن الآزتيك (1300م-1521م)، ويُقال أنها تعرضت للتدجين قبل بداية الإتصال الغربي.

## الزراعة و النمو
تنمو الملوثريا في جميع الأتربة جيدة التصريف بدرجة حرارة لا تقل عن 15 درجة سيليزية ، ودرجة الحرارة الأمثل تتراوح بين 25 إلى 30 درجة سيليزية المقياس الهيدروجيني لها يتراوح بين 6 إلى 6.8 pH، وتُزرع في أعمدة بين كل عمود وآخر مسافة من 1.2 إلى 2 متر، بين كل نبتة وأُخرى مسافة 40 إلى 60 متر. تُحصد الملوثريا يدوياً بعد 70 إلى 90 يوم من زراعتها، وتُخزن في درجة حرارة تتراوح ما بين 7 إلى 13 درجة سيليزية برطوبة نسبية لا تزيد عن 95%، وتفسد بعد 10 إلى 14 أسبوعاً.

## الآفات الزراعية
تُصاب الملوثريا ببعض الأمراض منها البياض الدقيقي، ومرض موت البادرات وتعفن الجذور، والعفن الناعم، والذبول الجرثومي، وتبقع الأوراق الزاوي، والجرب، والأنثرسينوس/الأنثراكنوز، ولفاق الساق الصمغية، والذبول الفيوزاريومي، واللفحة المتأخرة، وتبقع الأوراق السبتوري، وڤيروس تبرقش الخيار. كما تتغذى كائنات عليها كحلم العنكبوت الأحمر، وقافزات الأوراق، وبق الاسكواش. رغم ذلك، فإن الملوثريا تكون خالية منها غالباً، ولهذا لا يوجد لها منتجات مكافحة للآفات، ولا يمكن استعمال منتجات مكافحة آفات الخيار على الملوثريا. كما أن هذه الأضرار هي ملاحظات مبنية على عيّنة محدودة التجارب مع الملوثريا.

## الإستخدامات
تُستعمل النبتة بذاتها لتغطية جدران المباني ، و الأسوار. يمكن أكل فاكهة الملوثريا نية، وإضافتها للسلطات، والأطعمة المقلية، والحلويات، والمشروبات أيضاً، فطعمها كطعم الخيار الممزوج بالليمون المُنعش كما يمكن تخليلها، ووضعها فوق شريحةٍ من الخبز مع الزبدة.

## أنواع البويطيخ
- بويطيخ خشن
- بويطيخ حلو
- بويطيخ خياري
- بويطيخ برينغلي
- بويطيخ ثلاثي الفلقات
- بويطيخ سميك الأوراق
- بويطيخ صغير الثمار
- بويطيخ طويل الأنبوب
- بويطيخ قزمي
- بويطيخ متدلي
- بويطيخ مستنقعي